# Dolichochampsa
Dolichochampsa — вимерлий рід крокодиломорфний евзухій. Це типовий рід і єдиний член родини Dolichochampsidae. Скам'янілості були знайдені в формації Якораїт в Аргентині та формації Ель-Моліно в Болівії маастрихтського віку. Він мав характерну тонку морду. Оскільки матеріал, пов'язаний із зразками, настільки фрагментарний, його зв'язок з іншими євсухіями залишається невідомим. Жуве та ін. (2020) відніс Dolichochampsa до Gavialoidea, зробивши його найстарішим відомим південноамериканським представником цієї клади.